# Ursus 6014 i 6012
Ursus 6012 – ciągnik postlicencyjny produkowany w ZM Ursus. Ursus 6014 ma napęd na 4 koła.

## Historia modelu
Zaprezentowany po raz pierwszy na targach Polagra '96 a wprowadzony do produkcji w 1997 roku. Najważniejszymi zmianami w stosunku do dotychczas produkowanych ciągników było wprowadzenie zmodernizowanej kabiny Komfort z drzwiami otwierającymi się do tyłu, turbodoładowanego silnika Ursus 4390T, układu chłodzenia o większej wydajności cieplnej, 1 stopniowe 13 calowe sprzęgło, wzmocnioną przekładnię główną, zmieniony napęd przedni oraz stanowiące dodatkowe wyposażenie system elektrohydraulicznej sterowania podnośnikiem firm Bosch i Rexroth, końcówki hakowe oraz stabilizatory Walterscheid.

## Dane techniczne[2]
- Typ silnika - Perkins T4390, specyfikacja 87080
- wysokoprężny, turbodoładowany,
- Moc silnika - 61 kW (82 KM) wg DIN 70020 przy 2200 obr./min,
- Pojemność silnika - 3865 cm³,
- Średnica cylindra / skok tłoka - 98,43 / 127 mm,
- Liczba cylindrów - 4,
- Max. moment obrotowy - 313 Nm przy 1400 obr./min,
- Rozdzielaczowa pompa wtryskowa WSK Poznań DPA 3343F520
- Turbosprężarka Garret TA 0315,
- Filtr powietrza suchy Donaldson P124767, XLP182093
- Rozrusznik Elmot R11g-12, 3 kW,
- Alternator Elmot A133-55, 14 V, 55 A, 0,7 kW
- Sprzęgło jednostopniowe 327 mm operowane mechanicznie pedałem,
- Przekładnia mechaniczna - 8/2 lub 12/4
- Max prędkość - 29,43 km/h,
- Prędkości WOM - 540/1000 obr.,
- Minimalna moc z WOM przy 2200 obr./min - 51.2 kW (70 KM),
- Wydatek hydrauliki - 62 l/min.,
- Liczba szybkozłączy hydr. zewnętrznej - 4,
- Ciśnienie nominalne na szybkozłączu: 21,4 MPa,
- Udźwig podnośnika - 3500 kg,
- Hamulce - Tarczowe mokre,
- Kabina ochronna 07s produkcji Fabryka Urządzeń Mechanicznych Spomasz Sokółka[3]
- Siedzisko Agromet Kunów typu MFP-3
- Długość bez/z przednimi obciążnikami - 3850 / 4260 mm,
- Szerokość - 1550 mm,
- Wysokość do kabiny/tłumika - 2550 / 2770 mm,
- WRozstaw osi 2340 mm,
- Waga ciągnika gotowego do pracy bez/z obciążnikami - 3600/4300 kg,
- Zbiornik paliwa - 140 l,
- Koła przód - 12.4 R24,
- Koła tył - 16.9 R34.

## Traktoriada
Na początku czerwca 2002 roku, grupa śmiałków wyruszyła w podróż po bezdrożach Ameryki Południowej. Trasę tę pokonywali niekonwencjonalnym środkiem transportu jakim jest ciągnik Ursus 6014. Traktoriada pokonała tym ciągnikiem ponad 20 000 kilometrów.